# Pavelló Poliesportiu Esperanza Lag

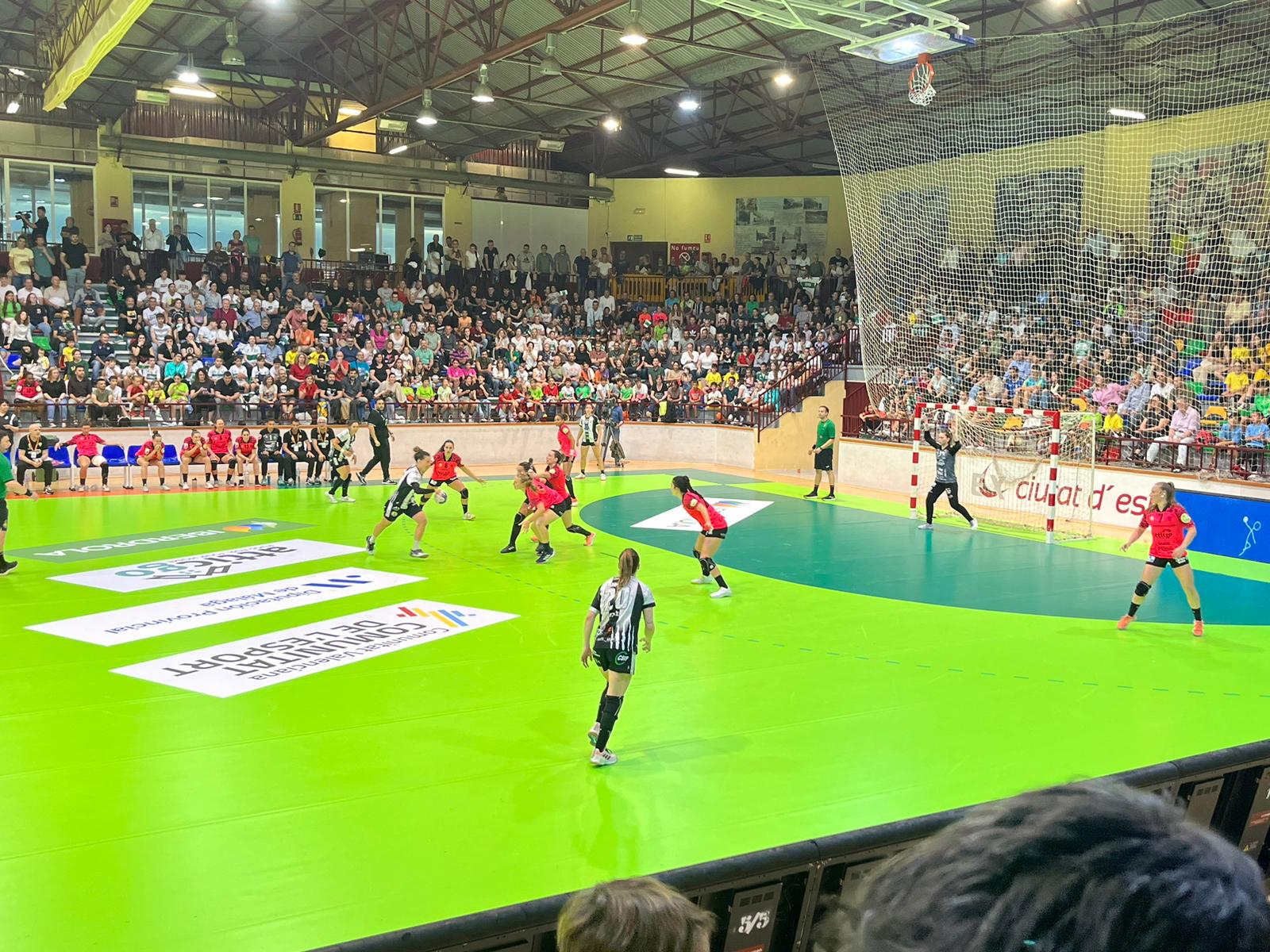
Disputa d'un partit del CB Elx a la pista poliesportiva

El Pavelló Poliesportiu Esperanza Lag és una instal·lació esportiva de la ciutat d'Elx. Es troba dins la Ciutat Esportiva d'Elx i és de gestió municipal. Fou inaugurat el 1985 amb el nom de Pavelló Municipal d'Esports d'Elx, i no fou fins al 2002 que l'ajuntament el va rebatejar amb el nom de l'emblemàtica gimnasta i entrenadora il·licitana Esperanza Lag.
El pavelló acull les instal·lacions de la pista poliesportiva i de la piscina olímpica, tot i que també hi ha dues sales de gimnàs, una de musculació i un espai per a la pràctica del tennis de taula. L'edifici també acull espais complementaris com ara magatzems, una sala polivalent amb una capacitat per a 50 persones, una zona d'ús mèdic, una sala de premsa i una cafeteria. La piscina, de 50 metres i 8 carrils convertibles en 10, està equipada d'unes grades amb capacitat per a 600 espectadors. Per la seva banda la pista poliesportiva té una capacitat per a 2000 espectadors i és la principal instal·lació d'aquestes característiques d'Elx.
Actualment en aquest espai hi juguen els seus partits com a local el Club Balonmano Elche i la secció de futbol sala de l'Elx Club de Futbol.